# Anton Schindler
Anton Felix Schindler (ur. 13 czerwca 1795 w Medlovie, zm. 16 stycznia 1864 w Bockenheim) – niemiecki dyrygent i pisarz muzyczny.

## Życiorys
Początkowo pobierał lekcje gry na skrzypcach u swojego ojca, nauczyciela w Medlovie. W latach szkolnych był członkiem chóru przy kościele św. Maurycego w Ołomuńcu, a od 1812 roku drugim skrzypkiem orkiestry miejskiej. W 1813 roku wyjechał do Wiednia, gdzie studiował prawo, jednak z powodu rozruchów uciekł w 1815 roku do Brna, gdzie spędził kilka tygodni w więzieniu. Od 1822 roku był pierwszym skrzypkiem i dyrygentem orkiestry wiedeńskiego Theater in der Josefstadt. Od 1825 roku był dyrygentem w Theater am Kärntnertor, a w latach 1829–1830 nauczycielem w przyteatralnej szkole śpiewu. Od 1831 do 1835 roku pełnił funkcję miejskiego dyrygenta w Münsterze, a od 1835 do 1840 roku w Akwizgranie. W latach 40. XIX wieku odbył kilka podróży do Francji, następnie w 1848 roku osiadł we Frankfurcie nad Menem. Od 1856 roku do śmierci mieszkał w Bockenheim.
W 1814 roku poznał w Wiedniu Ludwiga van Beethovena. W ostatnich latach życia kompozytora był jego sekretarzem i pośrednikiem w kontaktach, także biznesowych. Po śmierci kompozytora odziedziczył jego listy, rękopisy i około 400 tzw. zeszytów konwersacyjnych, jednak dużą część ze względów mogących zaszkodzić wizerunkowi Beethovena zniszczył. Napisał biografię Beethovena, Biographie von Ludwig van Beethoven (wyd. Münster 1840, 2. wydanie 1845, 3. wydanie 1860). Pomimo swojej stronniczości i braku krytycyzmu wobec kompozytora, pozostaje podstawowym źródłem informacji na temat życia Beethovena.